# Grimaldi
För andra betydelser, se Grimaldi (olika betydelser).
Grimaldi är en släkt med ursprung i Genua, härskande fursteätt i Monaco.
Släkten är känd sedan 1100-talet. Sedan 1297 har man hävdat sin överhöghet som (seigneur) av Monaco, med hänsyftning till uppgifter om att medlemmar av ätten skall ha styrt Monaco på 900- och 1000-talen, och 1419 tog man slutgiltigt kontrollen över furstendömet. Huset Grimaldi utslocknade dock på manssidan med Antonio I av Monaco, och övergick då genom giftermål till Jacques François Goyon de Matignon av huset Goyon de Matignon (1689-1751), som upptog familjen Grimaldis namn och vapen.
Sedan även denna släkt utslocknat tillföll furstendömet 1920 en gren av ätten Polignac, som även de upptog ätten Grimaldis namn och vapen.
Bland ättens främsta medlemmar märks Raniero Grimaldi (1267-1314), den första genuesare som fört en krigsflotta på Atlanten, och Antonio Grimaldi, som anförde genuesarna i det olyckliga sjöslaget vid Sardinien, som resulterade i att Genua 1353 kom under hertigdömet Milanos välde. Hans son Giovanni Grimaldi tillfogade som befälhavare för Milanos flotta venetianerna ett nederlag på floden Po 1431. Familjens huvudlinje utslocknade 1457.
Ättling för en annan gren var Domenico Grimaldi, kardinal och inspektör för de påvliga galärerna, vilken förde ett befäl och utmärkte sig i slaget vid Lepanto 1571.